# Vellalar
Vellalars (auch, Velalars, Vellalas; Tamil: வேளாளர் Vēḷāḷar [ˈʋɘːɭaːɭər]) waren ursprünglich eine tamilische Elitekaste und Grundbesitzer in den indischen Bundesstaaten Tamil Nadu und Kerala sowie im benachbarten Sri Lanka. Sie unterhielten gute Beziehungen mit verschiedenen Königsdynastien.
Es existieren verschiedene Ansichten über die Etymologie des Wortes Vellalar. Eine Theorie postuliert, das Wort Vellam (bedeutet „Flut“ in der tamilischen Sprache und alar Herrscher, Beherrscher), Vellalar bedeute also so viel wie „Herr der Fluten“.